# Корсари (серія ігор)
Корсари — серія рольових комп'ютерних ігор російської компанії «Акелла» про корсарів і піратів XVII століття.
Англомовні варіанти гри серії зазвичай відносяться до серії Age of Pirates (англ. Епоха піратів), крім того, всі ігри часто відносять до серії Sea Dogs (англ. Морські вовки), згідно з англомовною назвою першої частини.

## Ігровий процес
Дія перших ігор серії відбувається в середині XVII століття в вигаданому районі «Архіпелаг», розташованому в Карибському морі. У пізніх частинах серії з'являються вже реальні острови та території Карибського моря.
В іграх головному герою необхідно подорожувати, керуючи піратом або корсаром по морських просторах на кораблі. Дія гри також розгортається на суші, де необхідно зупинятися для закупівлі провіанту, боєприпасів тощо, взяття завдань (квестів), які можна виконувати (в деяких іграх серії, крім завдань, які бере гравець, також присутній основний сюжет).
Гра містить характерні елементи для ігор класу RPG, в тому числі різні навички та вміння корабля і персонажа, які можна покращувати.

## Ігри серії та доповнення
У дужках вказані назви, з якими деякі ігри серії виходили за кордоном.
- 2000 — Корсари: Прокляття дальніх морів (англ. Sea Dogs) (розробник: «Акелла») (перша гра серії)
- 2003 — Пірати Карибського моря (англ. Pirates of the Caribbean) (розробник: «Акелла») (спочатку розроблялася як «Корсари 2», пізніше була приурочена до однойменного голлівудського фільму, іноді вказувалася в Росії як «Корсари II: Пірати Карибського моря»)
- 2005 — Корсари III (англ. Age of Pirates: Caribbean Tales) (розробник: «Акелла»)
  - 2007 — Корсари III: Скриня мерця (розробник: «Акелла») (самостійне доповнення до гри «Корсари III»)
- 2007 — Корсари: Повернення легенди (розробники: Seaward [Архівовано 31 серпня 2016 у Wayback Machine.] і «Акелла») (гра, створена на основі «Корсари III» і модифікації «Повернення морської легенди» студією Seaward [Архівовано 31 серпня 2016 у Wayback Machine.], сформованої з авторів модів, спільно з «Акелла»)
- 2007 — Корсари: Місто загублених кораблів (англ. Age of Pirates 2: City of Abandoned Ships) (розробники: Seaward і «Акелла»)
- 2012 — Корсари: Кожному своє (англ. Pirates Odyssey: To Each His Own) (розробник: BlackMark Studio [Архівовано 22 лютого 2016 у Wayback Machine.] за участю «Акелла») (гра на базі однойменної фанатської модифікації для «Міста загублених кораблів», створена групою авторів модів, пізніше стала студією BlackMark)
  - 2013 — Корсари: Кожному своє — Калеуче (розробник: BlackMark Studio за участю «Акелла») (додаток до вищевказаної гри)

### Пов'язані ігри
- 2007 — Swashbucklers: Blue vs Grey (укр. Головорізи: Корсари XIX століття) (розробник: «Акелла»)
- 2008 — Pirates of the Burning Sea (Корсари Online: Pirates of the Burning Sea) (розробник: Flying Lab Software) (гра розробки Flying Lab Software, до серії «Корсари» відноситься тільки в російськомовному варіанті; «Акелла» здійснила переклад на російську мову і займалася підтримкою серверів для російських гравців)

### Некомерційні проєкти
До серії «Корсари» існує також багато аматорських некомерційних модифікацій. Найбільш відомі та великі моди вказані в списку нижче.
- 2004 — Пірати Карибського моря: Повернення морської легенди (розробник: Seaward) (додаток до «Піратів Карибського моря» («Корсарів 2»), створене командою фанатів, що в подальшому утворили студію Seaward; пізніше виросло в самостійну гру)
- 2009 — Корсари 3: Таємниці Дальніх Морів (розробник: BGTeam) (фанатський некомерційний додаток, який істотно переробив гру «Корсари III»)
  - Корсари: Таємниці Дальніх Морів 2 (розробник: BGTeam)
- Корсари: Кожному своє (розробник: BlackMark Studio) (додаток до «Корсари III», пізніше виросло в окрему гру)
- Корсари III: Вітер Свободи (розробник: Seven Winds) (друге за популярністю фанатське доповнення від команди Seven Winds до гри «Корсари III»)
- Корсари: Прокляті Долею (розробник: Seven Winds) (додаток для гри «Корсари: Місто загублених кораблів»)
- Корсари: Історія Пірата (розробник: Corsairs-Harbour.ru) (додаток для гри «Корсари: Місто загублених кораблів»)
- Корсари: New Abilities (додаток для гри «Корсари: Місто загублених кораблів»)

### Скасовані ігри
- Корсари 4 (розробники: «Акелла» і Seaward)
- Пригоди капітана Блада (розробники: «Акелла» (спочатку), «1С: Морський Вовк») (спочатку розроблялася «Акелла», потім перейшла до філії «1С» під назвою «1С: Морський Вовк», планувалася для ПК і Xbox 360)